# Pikardiet
Pikardiet eller Région Picardie var en fransk region indtil 1. januar 2016, hvor den blev slået sammen med Nord-Pas-de-Calais, for at danne den nye region Nord-Pas-de-Calais-Picardie. Den ligger i den nordlige del af landet. Pikardiet blev en provins i 1477. Den franske statistik angiver antallet af indbyggere til 1.932.422 1. januar 2016 (pro forma, hvis det er den gamle (før 2016) region, befolkningstætheden omhandler, og ikke landskabet fx), 99,6145 per km2.
Pikardiet omfattede departmenterne Aisne, Oise og Somme.
De mest betydningsfulde byer i Pikardiet er Abbeville, Amiens, Beauvais, Compiègne, Creil, Laon, Saint-Quentin og Soissons.
Regionen blev under første verdenskrig kendt for Slaget ved Somme, en britisk-fransk offensiv, der på trods af gode allierede befæstninger resulterede i en langsigtet nedslidning af de allierede styrker, med et af de største tabstal nogensinde for en allieret hærstyrke.

## Geografi

### Arealudnyttelse
Området omfatter blandt andet 320.000 ha skov, hvilket gør det til det største sammenhængende skovområde i Europa.

### Topografi
Der er to ting, der især kendetegner Pikardiet: Den smalle strimmel af regionen der ligger ud til Baie de Sommes og det flade stykke der strækker sig ind til Bassin parisienne.

## Historie

### Slaget ved Somme
Slaget ved Somme var en britisk-fransk offensiv under Første Verdenskrig indledt 1. juli 1916 i nærheden af Albert i Nordfrankrig med 13 britiske og fem franske divisioner.
Efter 4½ måneders kamp, hvorunder fronten flyttedes nogle få kilometer, stabiliseredes situationen. De allieredes tabstal efter slaget var 420.000. Én af årsagerne til de høje tabstal var for ringe uddannelse af soldaterne.
Under offensiven den 15. september anvendte briterne kampvogne for første gang i historien.

## Eksterne links
- Regionen Pikardiets officielle website (fransk, tysk, engelsk) Arkiveret 23. februar 2011 hos  Wayback Machine